# رودی داننس
رودی داننس (انگلیسی: Rudy Dhaenens; ۱۰ آوریل ۱۹۶۱ – ۶ آوریل ۱۹۹۸) دوچرخه‌سوار اهل بلژیک بود.
وی در مسابقات کشوری و بین‌المللی در مجموع برندهٔ ۱ مدال طلا شده‌است.